# Журка Олег Васильович
Олег Васильович Журка (нар. 4 листопада 1977, Київ, УРСР) — український футболіст, захисник.

## Життєпис

### «Динамо», «Поділля» та «Нафтовик»
Олег Журка народиася 4 листопада 1977 року в Києві. Вихованець київського «Динамо», в головній команді киян не зіграв жодного поєдинку. Починаючи з сезону 1994/95 років виступав за аматорський на той час клуб «Динамо-3» (Київ). У сезоні 1997/98 років «Динамо-3» розпочало свої виступи в Другій лізі чемпіонату України. Дебютував у Другій лізі гравець 31 липня 1997 року в переможному (3:1) домашньому поєдинку 1-го туру групи А проти чортківського «Кристалу». Журка вийшов на поле в стартовому складі та відіграв увесь матч. Протягом свого перебування в третій динамівській команді в чемпіонаті України зіграв 9 матчів, ще 6 поєдинків провів у кубку України.
У 1998 році перейшов до складу хмельницького «Поділля», яке на той час також виступало в Другій лізі. Дебютував у футболці хмельницького колективу 7 квітня 1998 року в переможному (2:1) виїзному поєдинку 19-го туру групи «А» проти київського «Динамо-3». Олег вийшов на поле на 61-й хвилині, замінивши Олега Хвою. Дебютним голом у футболці хмельницького колективу відзначився 6 вересня 1999 року на 84-й хвилині переможного (5:0) домашнього поєдинку 6-го туру групи «А» другої ліги чемпіонату України проти малинського «Папірника». Журка вийшов у стартовому складі та відіграв увесь матч. У «Поділлі» відіграв 2 сезони, за цей час у чемпіонатах України зіграв 62 матчі (3 голи), ще 12 матчів (2 голи) провів у кубку України.
У 2000 році, під час зимової перерви в чемпіонаті, перейшов до складу охтирського «Нафтовика». У новій команді дебютував 11 березня 2000 року в програному (0:2) виїзному поєдинку 1/16 фіналу кубку України проти запорізького «Металурга». Олег вийшов у стартовому складі та відіграв увесь матч. У чемпіонаті України дебютував у складі нафтовиків 15 березня 2000 року в нічийному (1:1) домашньому поєдинку 18-го туру першої ліги проти донецького «Шахтаря-2». Олег вийшов у стартовому складі, але вже на 28-й хвилині його замінив Сергій Пронін. У футболці «Нафтовика» в першій лізі зіграв 15 матчів, ще 1 поєдинок провів у кубку України.

### «Поліграфтехніка» та «Закарпаття»
Сезон 2000/01 років розпочав у складі іншого представника першої ліги, олександрійської «Поліграфтехніки». Дебютував у футболці олександрійців 28 липня 2000 року в переможному (2:1) виїзному поєдинку 2-го туру проти дніпропетровського «Дніпра-2». Журка вийшов на поле на 54-й хвилині, замінивши Владислава Лютого. Під час свого першого періоду перебування в Олександрії зіграв у чемпіонаті України 11 матчів та 1 поєдинок у кубку України.
Під час зимової перерви в сезоні 2000/01 років перейшов до складу ужгородського «Закарпаття». Дебютував у футболці ужгородців 21 березня 2001 року в нічийному (0:0) виїзному поєдинку 18-го туру проти кіровоградської «Зірки». Олег вийшов на поле в стартовому складі та відіграв увесь матч. Дебютним голом у складі «Закарпаття» відзначився 16 квітня 2001 року на 70-й хвилині переможного (2:0) виїзного поєдинку 22-го туру проти чернівецької «Буковини». Журка вийшов на поле в стартовому складі та відіграв увесь матч. За підсумками сезону 2000/01 років ужгородський колектив став срібним призером першої ліги та здобув путівку до Вищої ліги. У «вишці» Олег дебютував 7 липня 2001 року в програному (1:5) виїзному поєдинку 1-го туру проти донецького «Шахтаря». Журка вийшов на поле на 73-й хвилині, замінивши Олега Краснопьорова. Під час свого перебування в «Закарпаття» в чемпіонатах України зіграв 31 матч та відзначився 1 голом, ще 6 матчів (1 гол) провів у кубку України.
Напередодні початку сезону 2002/03 року повернувся до «Олександрії», яка виступала у Вищій лізі. Повторно дебютував у футболці олександрійців 7 липня 2002 року в нічийному (0:0) домашньому поєдинку 1-го туру проти львівських «Карпат». Олег вийшов на поле в стартовому складі та відіграв увесь матч. У складі олександрійців двічі отримував того сезону червоні картки, в обох випадках (в матчах проти київського «Арсеналу» та харківського «Металіста» це були видалення після другої жовтої картки. У складі олександрійської команди Олег також відзначився й дебютним голом у Вищій лізі. Сталося це 18 червня 2003 року на 14-й хвилині програного (2:3) виїзного поєдинку 30-го туру проти львівських  «Карпат». Олег вийшов на поле в стартовому складі та відіграв увесь матч. Під час свого другого періоду перебування в Олександрії відіграв повний сезон, в якому зіграв у 23 матчах (1 гол) чемпіонату України та 1 поєдинку кубку України.

### «Нива», «Нафтовик-Укрнафта» та «Оболонь»
Сезон 2012/13 років олександрійці завершили на 13-му місці (серед 16 команд-учасниць), яке давало право брати участь й у наступному розіграші чемпіонату України серед клубів Вищої ліги. Але по завершенні чемпіонату команду було розформовано, а гравцям було надано статус вільних агентів. Саме в цьому статусі напередодні старту сезону 2003/04 років Олег Журка перейшов до вінницької «Ниви», яка виступала в першій лізі чемпіонату України. Дебютував Олег за вінницьку команду 18 липня 2003 року в матчі 1-го туру проти івано-франківського «Спартака». Дебют для гравця виявився дуже вдалим, він вийшов у стартовому складі й на 26-й хвилині відзначився голом у воротах суперника, а його команда перемогла з рахунком 3:0. Цей гол виявився єдиним для Олега у футболці вінницького колективу. Того сезону у футболці «Ниви» в першій лізі Журка відіграв 33 матчі, ще 2 поєдинки провів у кубку України.
Сезон 2004/05 років розпочав у складі іншого першолігового клубу, охтирського «Нафтовика-Укрнафти». Повторно дебютував у складі охтирського колективу 18 липня 2004 року в нічийному (0:0) домашньому поєдинку 1-го туру проти алчевської «Сталі». Журка вийшов на поле на 45-й хвилині, замінивши Вадима Харченка (Жуковського). У тому сезоні був ключовим гравцем охтирчан. Зіграв 32 матчі у першій лізі та 2 поєдинки в кубку України.
Напередодні старту сезону 2005/06 років підписав контракт зі столичною «Оболонню». У складі «пивоварів» дебютував 27 серпня 2005 року в переможному (2:0) домашньому поєдинку 4-го туру першої ліги чемпіонату України проти київського «Динамо-2». Олег вийшов на поле в стартовому складі, але на 21-й хвилині його замінив Володимир Бондаренко. Єдиним голом у футболці столичного клубу відзначився 16 червня 2006 року на 58-й хвилині нічийного (3:3) виїзного поєдинку 33-го туру першої ліги проти «Кримтеплиці». Олег вийшов на поле в стартовому складі, а на 79-й хвилині його замінив Сергій Ростовський. У футболці пивоварів відіграв півтора сезони, за цей час у першій лізі зіграв 33 матчі (1 гол).
Під час зимової паузи в чемпіонаті України сезону 2006/07 років повернувся до Охтирки, де приєднався до «Нафтовика». Свій перший після повернення поєдинок зіграв 20 березня 2007 року в рамках 22-го туру першої ліги проти черкаського «Дніпра», в якому охтирчани здобули виїзну перемогу з рахунком 3:1. Журка вийшов на поле на 82-й хвилині, замінивши Анатолія Кретова. Проте тепер вже не був ключовим гравцем команди. З 8-ми зіграних матчів у складі «Нафтовика» на полі зіграв увесь ігровий час лише в 1-му.

### «Поділля-Хмельницький» та вояж до Молдови
Напередодні початку сезону 2007/08 років повернувся до Хмельницького. Там він підписав угоду з місцевим «Динамо», яке під назвою «Поділля-Хмельницький» як правонаступник клубу «Поділля» (Хмельницький) стартувало в Другій лізі чемпіонату України. Дебютував за хмельницьку команду 29 липня 2007 року в програному (0:4) виїзному поєдинку 1-го туру групи «А» проти «Княжої». Олег вийшов на поле в стартовому складі, а на 29-й хвилині його замінив Олександр Брянський. Дебютним голом за динамівців відзначився 3 серпня 2007 року на 84-й хвилині (реалізував пенальті) переможного (4:1) домашнього поєдинку 2-го туру групи «А» проти білоцерківської «Росі». Олег вийшов у стартовому складі та відіграв увесь матч. У футболці хмельницького клубу зіграв 8 матчів та відзначився 2-ма голами.
У 2007 році переїхав до Молдови, де підписав контракт з представником місцевого чемпіонату клубом «Іскра-Сталь» з міста Рибниця, кольори якого захищав до 2010 року. За цей час у молдовському чемпіонаті зіграв 50 матчів, ще по 2 поєдинки провів у кубку Молдови та в єврокубках. Ставав срібним та бронзовим призером молдовського чемпіонату. У 2010 році завершив кар'єру футболіста.

## Досягнення
Поділля (Хмельницький)
- Друга ліга чемпіонату України (група «А»)
  -  Чемпіон (1): 1997/98

Закарпаття (Ужгород)
- Перша ліга чемпіонату України
  -  Срібний призер (1): 2000/01

Оболонь (Київ)
- Перша ліга чемпіонату України
  -  Бронзовий призер (1): 2005/06

Нафтовик-Укрнафта
- Перша ліга чемпіонату України
  -  Чемпіон (1): 2006/07

Іскра-Сталь
- Національний дивізіон Молдови
  -  Срібний призер (1): 2009/10
  -  Бронзовий призер (1): 2008/09